# Očihov
Očihov es una localidad del distrito de Louny en la región de Ústí nad Labem, República Checa, con una población estimada a principio del año 2018 de 374 habitantes. 
Se encuentra ubicada al suroeste de la región, cerca de la orilla del río Ohře —un afluente izquierdo del río Elba— y de las regiones de Karlovy Vary y Bohemia Central.
El pueblo de Očihovec es una parte administrativa de Očihov.